# Nitidesa (fotografia)
En fotografia podem dir que la nitidesa és la qualitat d'una imatge. Hi ha més o menys nitidesa segons la claredat dels detalls, segons si els té ben delimitats. De forma col·loquial anomenem "nítida" una imatge que està ben enfocada.
La nitidesa d'una fotografia depèn de diversos aspectes, alguns més controlables pel fotògraf i d'altres menys. Depèn de la llum, els píxels, l'enquadrament, el contrast i l'enfocament. La manera més habitual per controlar la nitidesa d'una fotografia és amb l'obertura del diafragma, com més obert menys profunditat de camp i, per tant, menys plans ben enfocats, i viceversa.

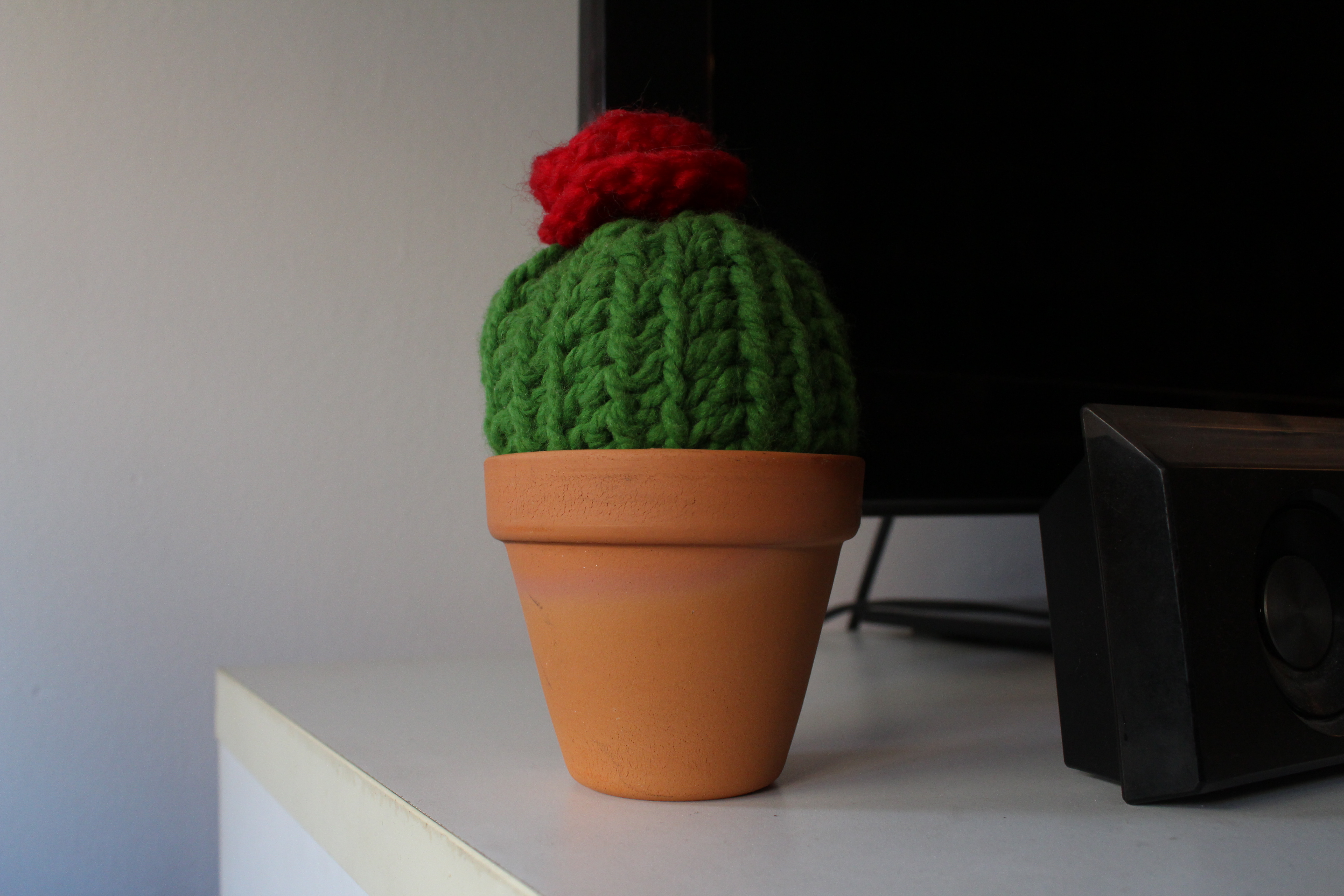
Exemple duna imatge nítida